# The Queen of Sheba
The Queen of Sheba (bra: A Rainha de Sabá) é um filme mudo estadunidense de 1921, dos gêneros aventura, drama e ficção histórica, dirigido por J. Gordon Edwards. Está presumivelmente perdido.

## Elenco
- Betty Blythe como Rainha de Sabá
- Fritz Leiber como Rei Salomão
- Claire de Lorez como Rainha Amrath
- George Siegmann como Rei Armud de Sabá
- Herbert Heyes como Tamaran
- Herschel Mayall como Menton
- G. Raymond Nye como Adonijah
- George Nichols como Rei David
- Genevieve Blinn como Beth-Sheba
- Pat Moore como filho de Sheba
- Joan Gordon como Nomis, irmã de Sheba
- William Hardy como Olos
- Paul Cazeneuve como Enviado do Faraó
- John Cosgrove como Rei de Tiro
- Nell Craig como Princesa Vashti
- Al Fremont como Capitão do Exército
- Earl Crain como Joab
- Frederick Kovert como pavão
- Al Hoxie como cocheiro (sem créditos)
- Robert Livingston (sem créditos)

## Status de Preservação

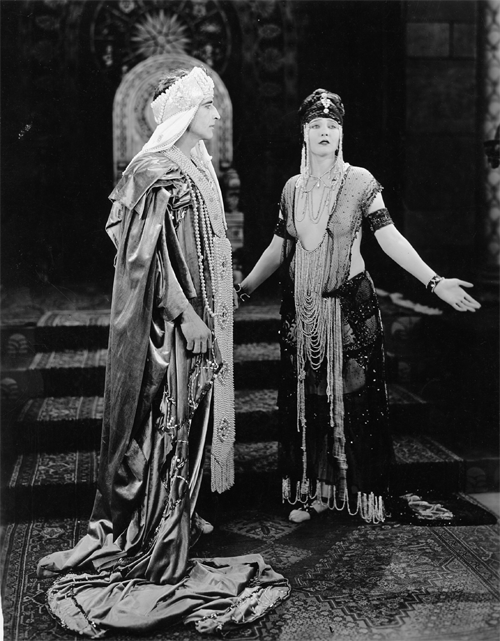
Fritz Leiber, Sr. e Betty Blythe em The Queen of Sheba.

O filme é considerado perdido. Um incêndio em um cofre em 1937 em Nova Jersey destruiu a maioria dos negativos e impressões do filme mudo da Fox. No entanto, em maio de 2011, um fragmento de 17 segundos foi encontrado, e inicialmente identificado erroneamente como sendo de Cleópatra (1917), embora a comparação com fotos do filme tenha feito com que ele fosse identificado corretamente.